# 15249 Capodimonte
15249 Capodimonte è un asteroide della fascia principale esterna. Scoperto nel 1989, presenta un'orbita caratterizzata da un semiasse maggiore pari a 3,149192 UA e da un'eccentricità di 0,125878, inclinata di 16,796158° rispetto all'eclittica. Ha un diametro di 21,370 km e un'albedo di 0,074.
Capodimonte è il nome dell'osservatorio astronomico vicino Napoli che fu inaugurato ai primi di novembre del 1819, quattro giorni prima della nascita dell'astronomo Annibale de Gasparis. De Gasparis vi lavorò quasi tutta la vita, scoprendo visivamente nove pianeti minori.